# Para Minha Amada Morta
Para Minha Amada Morta é um filme de suspense brasileiro de 2016 dirigido por Aly Muritiba a partir de um roteiro do diretor em parceria com Marisa Merlo. O filme conta a história de um fotógrafo que passa a ter uma obsessão após descobrir um segredo de sua falecida esposa em uma gravação. O filme é protagonizado por Fernando Alves Pinto e Mayana Neiva e conta com as participações de Lourinelson Vladmir, Giuly Biancato e Michelle Pucci.

## Sinopse
O fotógrafo Fernando (Fernando Alves Pinto) torna-se um homem introspectivo e calado após a morte de sua esposa (Michelle Pucci). Em sua rotina, ele vive cercado por diversos objetos que relembram a falecida, até que um dia, ao descobrir em uma fita VHS uma surpresa, o amor de sua esposa por ele é posto em dúvida. A partir de então, ele decide investigar a verdade por trás dessas imagens que acaba fazendo com que crie uma obsessão por esse assunto.

## Elenco
- Fernando Alves Pinto como Fernando
- Mayana Neiva como Raquel
- Lourinelson Vladmir como Salvador Fernandes dos Santos
- Giuly Biancato como Estela
- Michelle Pucci como Ana
- Vinicius Torres de Moraes Sabbag como Daniel
- Jeferson Walkiu como pastor

## Produção
Com orçamento estimado em R$ 1 milhão, o filme foi produzido em parceria entre Aly Muritiba e Marisa Melo, com produção executiva de Antônio Júnior. Este é o primeiro longa-metragem de ficção da carreira do diretor Aly Muritiba.
Em 2013, o filme venceu o prêmio Global Filmmaking Award, no Festival de Sundance, por conta de seu roteiro. O prêmio visa fomentar a produção de novos filmes a partir de textos que são selecionados pelos membros do júri do festival. Aly Muritiba recebe 10 mil dólares para ajudar na produção do filme. As filmagens do filme foram feitas na cidade de Curitiba, no Paraná.

## Lançamento
O filme foi lançado no Festival de Cinema de San Sebastián, em 2015. Participou do Festival de Montreal, também em 2015, onde foi premiado com o Troféu Silver Zenith de melhor direção. Também foi selecionado para o Festival de Cinema de Brasília, onde se saiu como o grande vencedor da cerimônia de premiação. Em seguida esteve no FestAruanda e no Festival de Cinema Luso-brasileiro de Santa Maria da Feira. Foi lançado comercialmente no Brasil a partir de 31 de março de 2016 pela Vitrine Filmes.

## Recepção

### Crítica
O filme foi bem recepcionado pelos críticos. O roteiro foi elogiado por sua construção que não opta por desfechos fáceis e trazem uma reflexão social.  As atuações dos protagonistas Fernando Alves Pinto e Mayana Neiva também receberam avaliações positivas, sendo os dois indicados ao Prêmio Guarani de Cinema Brasileiro nas categorias de Melhor Ator e Melhor Atriz Coadjuvante, respectivamente.
No site agregador de resenhas AdoroCinema, o filme mantém uma média de 3,9 de 5 estrelas com base em 11 resenhas da imprensa. O próprio site avaliou o filme com 2,5 de 5 estrelas, o que o classifica como "Regular". Em sua crítica, Bruno Carmelo escreveu: "Mesmo que o filme nunca apresente o momento de explosão anunciado desde o início, ele ainda desperta curiosidade quanto à próxima produção do diretor, que certamente possui o talento necessário para manipular as regras do gênero e as ferramentas da linguagem cinematográfica."
Filippo Pitanga, do Almanaque Virtual, escreveu: "O roteiro não escolhe soluções ou desfechos fáceis, preferindo costurar relações fora do lugar comum e retribuir auto-castigos e purgatórios em vida, o que é muito pior do que qualquer morte..." Em sua crítica à Folha de S.Paulo, Cássio Starling Carlos disse: "O filme é construído todo a partir de tensões. O sofrimento da traição, a intromissão na casa do amante, os desejos e provocações com a filha adolescente e a mulher do outro, uma arma, o sumiço de um cão são situações que o filme elege para criar um suspense que se acumula."
Para o Papo de Cinema, Robledo Milani escreveu: "[O diretor] consegue não apenas dar conta de um roteiro muito bem amarrado, como também se revela um hábil diretor de atores, aqui envoltos em uma trama de bastante entrega e imersos em um clima imprescindível à história a ser contada."

### Prêmios e indicações
| Ano  | Associações                                                | Categoria                | Recipiente(s)          | Resultado |
| ---- | ---------------------------------------------------------- | ------------------------ | ---------------------- | --------- |
| 2015 | Festival de Cinema de Brasília                             | Melhor Diretor           | Aly Muritiba           | Venceu    |
| 2015 | Festival de Cinema de Brasília                             | Melhor Ator Coadjuvante  | Lourinelson Vladmir    | Venceu    |
| 2015 | Festival de Cinema de Brasília                             | Melhor Atriz Coadjuvante | Giuly Biancato         | Venceu    |
| 2015 | Festival de Cinema de Brasília                             | Melhor Fotografia        | Pablo Baião            | Venceu    |
| 2015 | Festival de Cinema de Brasília                             | Melhor Direção de Arte   | Monica Palazzo         | Venceu    |
| 2015 | Festival de Cinema de Brasília                             | Melhor Montagem          | João Menna Barreto     | Venceu    |
| 2015 | Festival de Cinema Luso-Brasileiro de Santa Maria da Feira | Melhor Filme             | Para Minha Amada Morta | Venceu    |
| 2015 | Festival de Cinema Luso-Brasileiro de Santa Maria da Feira | Melhor Ator              | Fernando Alves Pinto   | Venceu    |
| 2015 | Festival Internacional de Cinema de Havana                 | Melhor Montagem          | João Menna Barreto     | Indicado  |
| 2015 | Montréal World Film Festival                               | Troféu Silver Zenith     | Aly Muritiba           | Venceu    |
| 2015 | Montréal World Film Festival                               | Troféu Golden Zenith     | Aly Muritiba           | Indicado  |
| 2015 | Festival de Cinema de San Sebastián                        | Novos Horizontes         | Aly Muritiba           | Indicado  |
| 2017 | Prêmio Guarani de Cinema Brasileiro                        | Melhor Filme             | Para Minha Amada Morta | Indicado  |
| 2017 | Prêmio Guarani de Cinema Brasileiro                        | Melhor Diretor           | Aly Muritiba           | Indicado  |
| 2017 | Prêmio Guarani de Cinema Brasileiro                        | Melhor Ator              | Fernando Alves Pinto   | Indicado  |
| 2017 | Prêmio Guarani de Cinema Brasileiro                        | Melhor Atriz Coadjuvante | Mayana Neiva           | Indicado  |
| 2017 | Prêmio Guarani de Cinema Brasileiro                        | Melhor Roteiro Original  | Aly Muritiba           | Indicado  |
| 2017 | Prêmio Guarani de Cinema Brasileiro                        | Melhor Montagem          | João Menna Barreto     | Indicado  |
| 2017 | Prêmio Guarani de Cinema Brasileiro                        | Melhor Revelação do Ano  | Lourinelson Vladmir    | Indicado  |
| 2017 | Prêmio Guarani de Cinema Brasileiro                        | Melhor Elenco            | Amanda Gabriel         | Indicado  |